# Granjas el Venado
Granjas el Venado är en ort i Mexiko.   Den ligger i kommunen Cuauhtémoc och delstaten Chihuahua, i den nordvästra delen av landet, 1 300 km nordväst om huvudstaden Mexico City. Granjas el Venado ligger 2 053 meter över havet och antalet invånare är 585.
Terrängen runt Granjas el Venado är platt åt nordväst, men åt sydost är den kuperad. Runt Granjas el Venado är det ganska glesbefolkat, med 24 invånare per kvadratkilometer. Granjas el Venado är det största samhället i trakten. Trakten runt Granjas el Venado består till största delen av jordbruksmark.